# Adalberto de Baviera (1886-1970)
Adalberto de Baviera (en alemán, Adalbert von Bayern; Múnich, 3 de junio de 1886-ibidem, 29 de diciembre de 1970) fue un diplomático y erudito alemán.

## Biografía
Era el segundo de los hijos del matrimonio formado por el príncipe Luis Fernando de Baviera y la infanta española María de la Paz de Borbón.
Como era habitual en los príncipes de la Casa de Wittelsbach, siguió la carrera militar, llegando a participar en la Primera Guerra Mundial. Tras la caída del Imperio alemán, comenzó a cursar estudios de historia en la Universidad de Múnich. Publicó distintos estudios históricos, sobre distintos temas, especialmente sobre el reinado de Carlos II de España. Fruto de este trabajó surgió la obra Documentos inéditos referentes a las postrimerías de la Casa de Austria en España.
Tras la Segunda Guerra Mundial, se encargó de organizar la Cruz Roja en Baviera. En 1952 fue nombrado embajador de la República Federal de Alemania en España, cargo que desempeñó hasta 1956. Posteriormente residió en Múnich, donde murió en 1970.

## Matrimonio e hijos
El 12 de junio de 1919, en Salzburgo, contrajo matrimonio con la condesa Augusta de Seefried y Buttenheim (1899-1978), hija de la princesa Isabel María de Baviera, bisnieta del emperador Francisco José I de Austria, y dama de la Orden de Damas Nobles de la Reina María Luisa, con quien tuvo dos hijos:
- Constantino Leopoldo (1920-1969), con descendencia de sus dos matrimonios.
- Alejandro (1923-2001), murió célibe.

## Títulos y órdenes

### Títulos
| ● ?-?: | Su alteza real el príncipe Adalberto de Baviera |

### Órdenes
- Caballero de la Orden de San Huberto.[10] ( Reino de Baviera)
- Caballero de la Orden del Toisón de Oro.[11][12][13] ( Reino de España)
- 26 de noviembre de 1886: Caballero gran cruz de la Orden de Carlos III.[14] ( Reino de España)
- Caballero novicio de la Orden Militar de Santiago[15] ( Reino de España)